# دوبینگسکا فرما

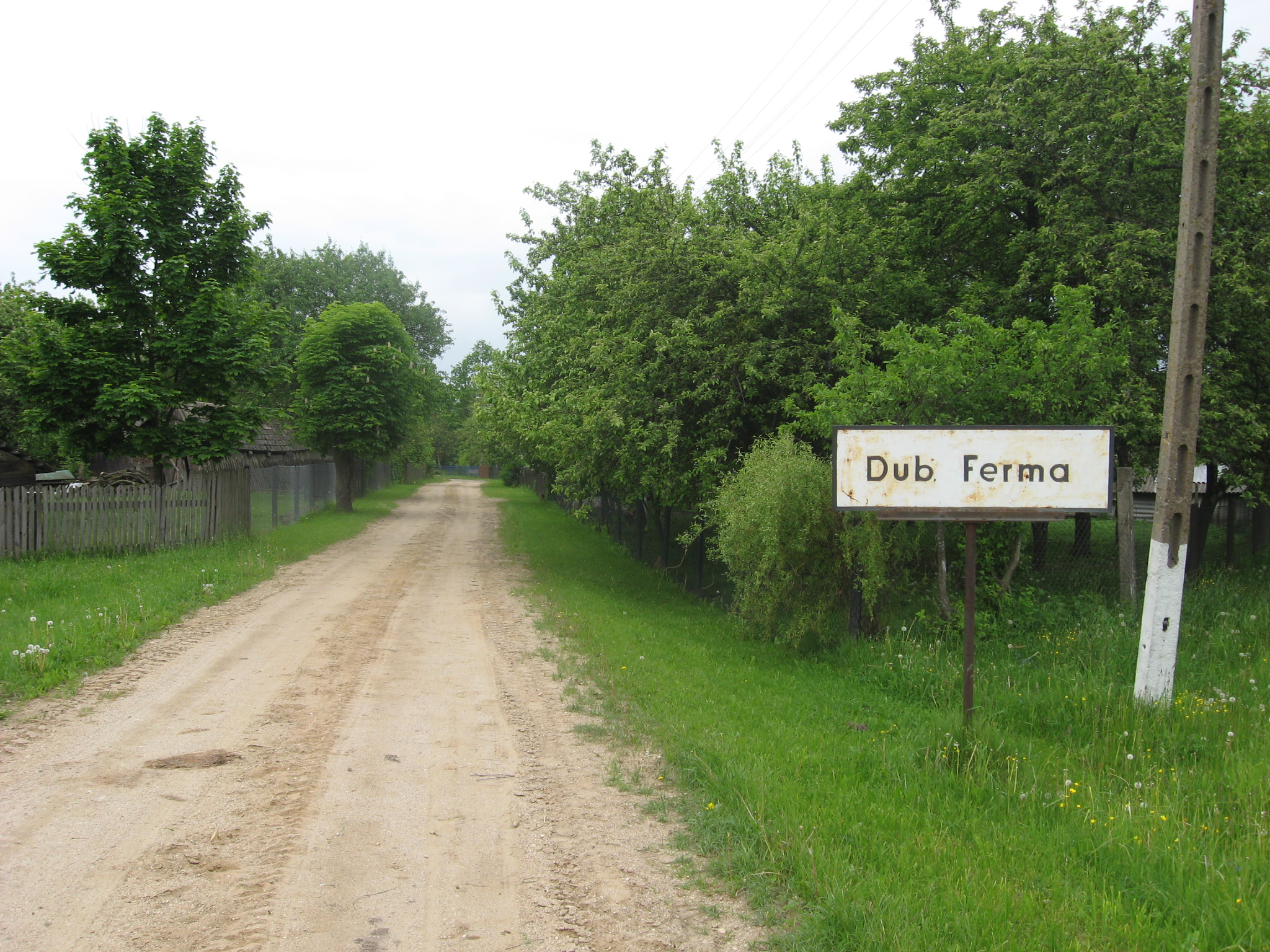
نمایی از ورودی روستای «دوبینگسکا فرما»

دوبینگسکا فرما (به لهستانی:  Dubińska Ferma) یک روستا در لهستان است که در گمینا خاینووکا واقع شده‌است.